# 後藤果萌
後藤 果萌（ごとう かほ、1993年9月22日 - ）は、日本の元女優。神奈川県秦野市出身・在住。I･T企画に所属していた。身長151cm。

## 人物
視力が悪く学校では眼鏡を使用している（現在、コンタクトと併用している）。
2005年のTBSドラマ「あいくるしい」では虹色の戦士の1人である原沢聖子役で出演し、同時期に放送された日本テレビのドラマ「女王の教室」では主人公の女教師が鬼教師になる原因を作った主要生徒を演じたことで知られる。
2009年3月末に、自身の個人ブログ「果萌ブロ」を閉鎖した。
2009年4月に高校入学と共に、芸能活動を自粛して以降表舞台に出演しておらず現在の動向は不明で事実上の引退状態である。

## 主な出演作品

### テレビドラマ
- 私の青空（2000年4月3日 - 9月30日、NHK）
- すずがくれた音（2004年、TBS）- 風祭優 役
- あいくるしい（2005年4月10日 - 6月26日、TBS） - 原沢聖子 役
- 放送50周年記念 広島・昭和20年8月6日（2005年8月29日、TBS）
- 女王の教室スペシャル エピソード1 〜堕天使〜（2006年3月18日、日本テレビ） - 池内愛（12歳時） 役
- 愛の絆シリーズ3 P.ハート〜子供嫌いの小児科医物語〜（2006年9月19日、日本テレビ）
- 命の奇跡（2006年10月15日、CBC・TBS系放送）
- こどもの事情（2007年7月2日 - 8月31日、CBC） - 堀江未来 役

### ラジオドラマ
- プラハの春
- ベルリンの秋

### CM
- トヨタ『NOAH』 （2002年 - 2003年）
- エポック社
- 日本マクドナルド

### 舞台
- ミュージカル 『美少女戦士セーラームーン 無限学園〜ミストレス・ラビリンス〜』（2002年） - アルバ / 星野希望 役
- 竹中直人の匙かげん2 『そう。』（2006年 - 2007年）